# Markus Rosenberg
Nils Markus Rosenberg ['markɵs 'ruːsəmbærj] (sinh ngày 27 tháng 9 năm 1982) là một cầu thủ bóng đá người Thụy Điển hiện chơi cho Malmö FF. Anh có biệt danh là "Mackan" (Thông thường nó có nghĩa là Sandwich, nhưng thường là biệt danh cho những người có tên Markus).

## Sự nghiệp câu lạc bộ

### Thời gian đầu
Markus Rosenberg bắt đầu sự nghiệp cùng Malmo FF, nhưng mong muốn có được vị trí chính thức đã khiến anh chuyển sang Halmstads BK theo dạng cho mượn vào năm 2004.Chơi ở Halmstad anh trở thành vua phá lưới vào mùa giải 2004.Trở về Malmo, anh cũng nằm trong top những tay săn bàn hàng đầu của giải vô địch quốc gia vào mùa giài 2004-05.

### Ajax
Anh gia nhập Ajax Amsterdam ở đầu mùa giải 2005-06 với mức giá 5,3 triệu Euro.Huấn luyện viên Danny Blind đã cho phép Rosenberg chơi ở đúng vị trí sở trường trong 11 trận đầu tiên.Rosenberg chơi tốt, ghi bàn đầu tiên trong trận tiếp Brøndby IF ở vòng loại UEFA Champions League, và ghi bàn đầu tiên ở giải vô địch quốc gia trong trận tiếp RBC Roosendaal. Trong mùa giải đó phong độ của anh đã có lúc giảm sút, cho tới khi Blind quyết định chuyển sang đội hình 4-4-2 với Rosenberg chơi cặp tiền đạo thay cho đội hình 4-3-3 với Rosenberg đá cao nhất như trước đó.

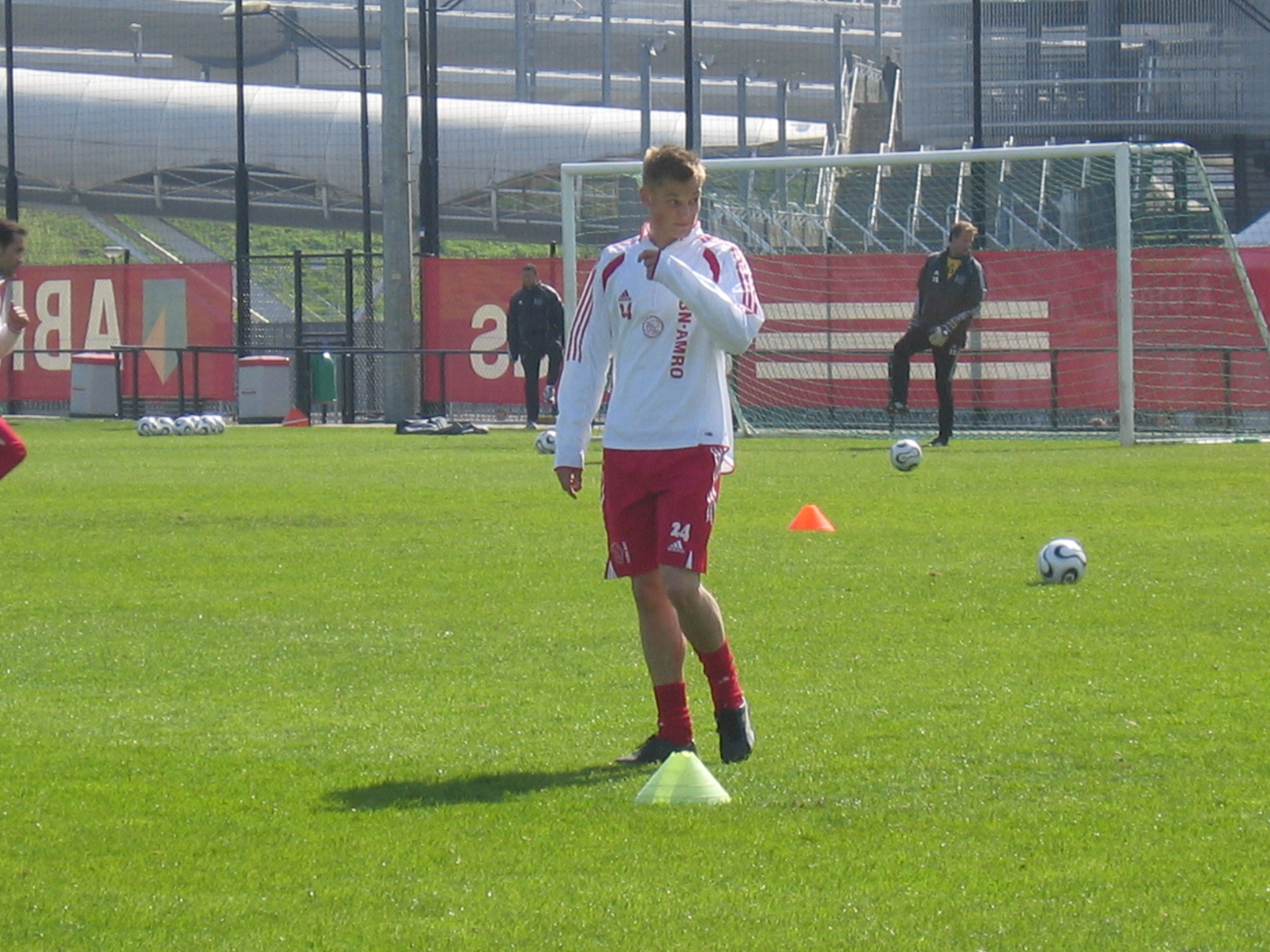
Tập luyện cùng Ajax

Dưới triều đại mới Ajax vẫn chưa có được danh hiệu này và trong kì chuyển nhượng mùa đông họ quyết định mua Klaas-Jan Huntelaar với mức giá 9 triệu Euro.Rosenberg không còn chơi ở vị trí tiền đạo giữa nữa mà chuyển sang chơi ở vị trí tiền đạo trái và với đội hình này Ajax thi đấu tốt hơn và được chơi ở trận play-offs với vị trí thứ năm của mùa giải. Ở loạt đấu play off họ thắng Feyenoord Rotterdam và FC Groningen để được dự Champions League trong mùa giải sau đó.Ajax cũng vô địch cúp KNVB ở mùa giải đó.
Rosenberg được gọi vào đội tuyển Thuỵ Điển ở World Cup 2006, nhưng không được chơi trận nào.Khi mùa giải 2006-07 khởi tranh anh không có nhiều cơ hội thi đấu trong đội hình chính thức, chủ yếu là vào sân thay Klaas-Jan Huntelaar. Anh ghi 3 bàn trong 2 trận ở cúp UEFA gặp IK Start, nhưng không thể lấy được vị trí của Hunterlaar dưới thời huấn luyện viên Henk Ten Cate.

### Werder Bremen
Vào ngày 26 tháng 1 năm 2007 anh chuyển sang Bundesliga để chơi cho Werder Bremen và có trận ra mắt hai ngày sau trong trận gặp Hannover 96.Anh ghi bàn đầu tiên trong trận hoà 1-1 của Bremen trước Bayern Munich.
Vào ngày 6 tháng 7 năm 2007, Rosenberg lập cú hattrick đầu tiên cho Bremen trong trận thắng 4-1 trước Hertha Berlin.
Vào ngày 20 tháng 9 năm 2008, Rosenberg lập cú đúp trong trận đại thắng trước Bayern Munich với tỉ số 5-2. Tiếp đó vào ngày 16 tháng 3 năm 2009, Rosenberg lập cú đúp trong trận Bremen thắng VfB Stuttgart 4-0.

## Bàn thắng quốc tế
| #  | Ngày                      | Địa Điểm                                     | Đối thủ       | Bàn thắng | Kết quả | Giải đấu            |
| -- | ------------------------- | -------------------------------------------- | ------------- | --------- | ------- | ------------------- |
| 1. | ngày 22 tháng 1 năm 2005  | Trung tâm Home Depot, Hoa Kỳ                 | Hàn Quốc      | 1-1       | 1-1     | Giao hữu            |
| 2. | ngày 17 tháng 8 năm 2005  | Ullevi, Thụy Điển                            | Cộng hòa Séc  | 2-1       | 2-1     | Giao hữu            |
| 3. | ngày 12 tháng 11 năm 2005 | Sân vận động World Cup Seoul, Hàn Quốc       | Hàn Quốc      | 2-2       | 2-2     | Giao hữu            |
| 4. | ngày 6 tháng 9 năm 2006   | Ullevi, Thụy Điển                            | Liechtenstein | 3-1       | 3-1     | Vòng loại Euro 2008 |
| 5. | ngày 6 tháng 6 năm 2007   | Sân vận động Råsunda, Thụy Điển              | Iceland       | 4-0       | 5-0     | Vòng loại Euro 2008 |
| 6. | ngày 12 tháng 9 năm 2007  | Sân vận động Thành phố Podgorica, Montenegro | Montenegro    | 1-1       | 2-1     | Giao hữu            |